# Стара Михайловка
Стара Миха́йловка (рос. Старая Михайловка, ерз. Старая Михайловка) — село у складі Ромодановського району Мордовії, Росія. Входить до складу Анненковського сільського поселення.

## Населення
Населення — 77 осіб (2010; 116 у 2002).
Національний склад (станом на 2002 рік):
- росіяни — 83 %